# Alexander Siloti
Alexander Siloti, v ukrajinské verzi Oleksandr Illič Ziloti, ukrajinsky Олександр Ілліч Зілоті (9. říjen 1863, Charkov – 8. prosinec 1945, New York) byl ukrajinsko-americký klavírista, dirigent a hudební skladatel narozený na území někdejší Ruské říše.

## Život

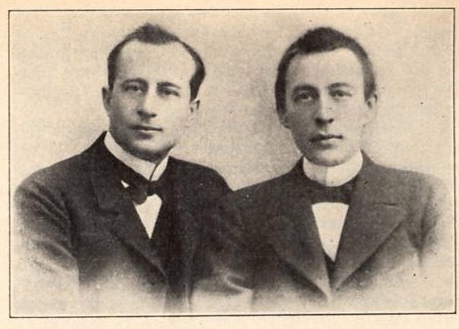
Alexandr Siloti (vlevo) se svým bratrancem Sergejem Rachmaninovem.

Narodil se v Charkově, který leží na území dnešní Ukrajiny. Hru na klavír vystudoval na Moskevské konzervatoři, veden nejprve Nikolajem Zverevem, později Nikolajem Rubinštejnem. Harmonii se učil u Petra Iljiče Čajkovského.
Absolvoval roku 1881, poté odjel do Německa, kde se dále učil u Franze Liszta. Jako klavírista profesionálně debutoval roku 1883.
V roce 1887 se vrátil do Ruska a začal učit na Moskevské konzervatoři. K jeho studentům patřil Alexander Goldenweiser či Sergej Rachmaninov (který byl mj. jeho bratrancem). V této době se stal Siloti rovněž editorem Čajkovského díla. Oženil se s Verou Treťjakovou, dcerou bohatého průmyslníka a milovníka umění Pavla Treťjakova. Tím se jeho ekonomická situace velmi zlepšila.
Odešel z konzervatoře a vydal se na evropské a posléze i americké turné. Zejména americké turné roku 1898 bylo velmi úspěšné. Roku 1901 dirigoval ve světové premiéře Rachmaninův klavírní koncert č. 2, s osobní účastí autora. V letech 1901-1903 vedl Moskevskou filharmonii. V letech 1903-1917 organizoval a financoval slavné Silotiho koncerty v Petrohradě, přičemž dramaturgii vytvářel ve spolupráci s muzikologem Alexanderem Ossovským. Představil ruskému publiku zcela nová jména jako Leopold Auer, Pablo Casals, Fjodor Šaljapin, George Enescu, Josef Hofmann, Wanda Landowska, Willem Mengelberg, Felix Mottl, Arthur Nikisch, Arnold Schönberg nebo Felix Weingartner. Svá díla zde premiérově představili Alexander Glazunov, Sergej Prokofjev, Sergej Rachmaninov, Nikolaj Rimskij-Korsakov, Alexandr Skrjabin či Igor Stravinskij. Slavný zakladatel Ruského baletu Sergej Ďagilev slyšel prvně Stravinského hudbu právě na Silotiho koncertech.
Když roku 1917 převzali moc bolševici, byl Siloti jmenován intendantem Mariinského divadla v Petrohradě, avšak s novým režimem se nesžil a roku 1918 emigroval nejprve do Anglie a nakonec do USA. Roku 1921 se usadil v New Yorku. Vyučoval na Juilliard Graduate School, k jeho žákům zde patřili Marc Blitzstein, Gladys Ewart či Eugene Istomin. Koncertoval málo, ale slavným se stal například jeho společný lisztovský koncert s Arturem Toscaninim z roku 1930.
Zemřel v roce 1945 ve věku 82 let v New Yorku.